# Dejan Stanković
Dejan Stanković (cyryl. Дејан Станковић, wym. [d̪ɛ̂jan s̪t̪ǎ:ŋkɔʋit͡ɕ]; ur. 11 września 1978 w Belgradzie) – serbski piłkarz grający na pozycji pomocnika. W latach 2006–2011 kapitan reprezentacji Serbii. Jako pierwszy zagrał na Mistrzostwach Świata w barwach trzech różnych reprezentacji: Jugosławii, Serbii i Czarnogóry oraz Serbii.

## Kariera klubowa

### Kariera juniorska
Pierwsze kroki w piłkarskiej karierze Stanković stawiał w Radničkim Nova Pazova oraz klubie ze swej dzielnicy (Zemun), FK Teleoptik. Nie spędził jednak tam wiele czasu, ponieważ trener młodzieżowej ekipy Crvenej Zvezdy Belgrad – Branko Radović, ujrzał w nim potencjał.

### Crvena Zvezda Belgrad
Mając 14 lat Dejan rozpoczął treningi w młodzieżowych sekcjach Crvenej Zvezdy. Harmonijnie się rozwijając awansował do zespołów z coraz starszych roczników. Trenował go wtedy m.in. Vladimir Petković.
W sezonie 1994/95 za kadencji trenera Ljubomira Petrovicia w wieku 16 lat Dejan Stanković zadebiutował w pierwszym zespole Crvenej Zvezdy w meczu przeciwko lokalnemu rywalowi OFK Beograd (11 lutego 1995). Grając w jednym zespole z Darko Kovaceviciem, Stanković rozegrał siedem meczów i strzelił bramkę w meczu z Budocnostią Podgorica, a drużyna z Belgradu zdobyła mistrzostwo FR Jugosławii. Z powodu sankcji nałożonych na Jugosławię Crvena nie mogła aż do 1997 r. występować w europejskich pucharach, gdy zmierzyła się z Kaiserslautern w Pucharze Zdobywców Pucharów. Przed sezonem 1997/98 mając 19 lat został najmłodszym kapitanem Crvenej Zvezdy. Był uznawany za największy wschodzący talent jugosłowiańskiej piłki końca lat 90.

### Lazio
W 1998 roku po debiucie w reprezentacji przeszedł do S.S. Lazio za 7,5 mln £ (24 mln DM). Debiut w barwach „Biancocelesti” nastąpił 13 września 1998 w meczu Serie A przeciwko drużynie Piacenzy, a Serb uświetnił go pierwszą bramką w nowych barwach. Stanković szybko wywalczył sobie miejsce w składzie wśród innych pomocników Lazio, m.in. Nedveda, Verona i Manciniego. Ciężka praca zaowocowała przydomkiem Il Dragone (Smok), nadanym przez kibiców S.S. Lazio. Dla Lazio zagrał w 137 ligowych spotkaniach w których strzelił 22 bramki.

### Inter Mediolan
Ciężka sytuacja rzymskiego klubu zmusiła go do sprzedania Stankovicia. Wykorzystał to Inter Mediolan, który w lutym 2004 kupił go za 4 mln € i połowę karty Gorana Pandewa. Deki odmówił wtedy Juventusowi, który był już dogadany z Lazio. W Interze zadebiutował 1 lutego w meczu z Sieną pod wodzą Alberto Zaccheroniego, wygranym 4:0. 21 lutego 2004 strzelił bramkę bezpośrednio z rzutu rożnego w Derbach della Madonnina, przegranym przez Inter 2:3. Była to jego pierwsze trafienie w barwach Nerazzurrich. Na początku swej obecności w Mediolanie nie występował często, tym bardziej że utrudniały mu to kontuzje. 2 października zdobył gola i asystował w meczu LM z Valencią. 7 maja 2006 rozegrał setny mecz w barwach Interu.
Sezon 2006/07 był bardzo udany dla Dekiego, który strzelił kilka ważnych goli (z Milanem, dwa z Catanią 15 października, a z Fiorentiną także asystę), a La Gazzetta dello Sport wybrała go pięciokrotnie na piłkarza meczu. 2 lutego 2007 r. przedłużył do 2010 r. kontrakt z Interem.
Po przyjściu do klubu José Mourinho w 2008 prasa spekulowała, że Dejan opuści klub razem z Adriano, Crespo, Suazo i Burdisso. Ostatecznie jednak dzięki m.in. kibicom pozostał w klubie (zabiegał o niego Juventus) i mógł cieszyć się z 17 w historii klubu Scudetto. 18 października 2008 r. zdobył bramkę w meczu z AS Roma na Stadio Olimpico. 14 listopada 2008 zdobył bramkę i zaliczył dwie asysty w spotkaniu z Chievo Werona. 28 stycznia miał decydujący wpływ na wynik meczu z Catanią (2:0), w którym zdobył gola i asystował przy drugim.
7 lutego 2009 wystąpił po raz 200. w Interze w meczu przeciwko Lecce. 15 lutego strzelił bramkę w derbowym starciu z Milanem. Przegrany 0:2 rewanżowy mecz Ligi Mistrzów z Manchesterem United był jego 63 w tych rozgrywkach co stanowiło rekordowe osiągnięcie serbskiego piłkarza. W sezonie 2008/09 Stanković prezentował się chimerycznie, w okresie od grudnia do lutego grał dobrze, a w pozostałym okresie był niewidoczny. 29 sierpnia 2009 r. w spotkaniu derbowym z Milanem strzelił ślicznego gola z 30 m. 17 października 2009 r. w meczu z Genoa CFC (5:0) zdobył piękną bramkę z połowy boiska. Stanković miał też znaczący wkład w potrójną koronę (liga, puchar, Liga Mistrzów) w sezonie 2009/10. W Champions League strzelił gole w meczach z: Rubinem Kazań (29 września; 1:1) i Dynamem Kijów (20 listopada; 2:2). 28 listopada 2010 r. strzelił hat tricka w wygranym 5:2 meczu z Parmą. Współpraca z Rafą Benitezem nie układała się mu, więc po jego zwolnieniu bardzo się uradował. 5 kwietnia 2011 strzelił niezapomnianą bramkę z FC Schalke 04 oddając strzał ze środka boiska. Po zakończeniu sezonu 2011/12 ogłosił na Twitterze, że opuści Inter w sierpniu do czego jednak nie doszło. Sezon 2012/13 rozpoczął się dla niego dopiero w lutym z powodu kontuzji (zerwanie ścięgna Achillesa), której doznał w okresie przygotowawczym. Jego kontrakt z Interem miał obowiązywać do czerwca 2014 r., a na jego podstawie otrzymywał 3 mln euro rocznej pensji. 6 lipca 2013 r. poinformował o zakończeniu trwania umowy.

## Kariera reprezentacyjna
Stanković zadebiutował w reprezentacji Jugosławii 22 kwietnia 1998 w meczu z Koreą Płd. strzelając dwa gole. Wziął udział w Mistrzostwach Świata w 1998 r. i Mistrzostwach Europy w 2000.
W 2006 roku zastąpił Savo Miloševicia w roli kapitana nowo utworzonej reprezentacji Serbii. Mimo że Serbia jako pierwsza zakwalifikowała się na Mundial 2006, to udział Serbów zakończył się po fazie grupowej.
Na MŚ 2010 reprezentacja Serbii po raz pierwszy w historii wystąpiła w międzynarodowym turnieju jako niepodległe państwo (bez Czarnogóry). Po niespodziewanym zwycięstwie z Niemcami (0:1), polegli w meczach z Ghaną (0:1) i Australią (2:1) kończąc udział w MŚ na 4. miejscu w grupie.
16 października 2011 roku po spotkaniu ze Słowenią w eliminacjach Euro 2012, mając na koncie rekordowe 102. rozegrane mecze w reprezentacji, ogłosił zakończenie reprezentacyjnej kariery. Razem ze Savo Miloševiciem jest rekordzistą pod względem ilości gier dla reprezentacji Serbii.

## Styl gry
Stanković to defensywny lub środkowy pomocnik, który wcześniej grał także jako trequartista lub skrzydłowy. Jest dobrze wyszkolonym technicznie oraz nieustępliwym piłkarzem. Jego wybuchowy charakter nie raz powodował, że sędziowie karali go kartkami. Do jego specjalności należą mocne i precyzyjne strzały z dystansu (np. mecz z Schalke i bramka na 1:0). Lubi zagrywać tzw. „długie piłki”.

## Sukcesy piłkarskie

### Klubowe
Crvena Zvezda
- Mistrzostwo Jugosławii: 1995
- Puchar Jugosławii: 1995, 1996, 1997

Lazio
- Mistrzostwo Włoch: 2000
- Puchar Włoch: 2004
- Superpuchar Włoch: 1998, 2000
- Puchar Zdobywców Pucharów: 1999
- Superpuchar Europy: 1999

Inter Mediolan
- Mistrzostwo Włoch: 2006, 2007, 2008, 2009, 2010
- Puchar Włoch: 2005, 2006, 2010, 2011
- Superpuchar Włoch: 2005, 2006, 2008, 2010
- Liga Mistrzów: 2010
- KMŚ: 2010

### Indywidualne
- Serbski piłkarz roku: 2006[16], 2010[17]
- ESM Team of the Year: 2006–07

## Życie prywatne
Dejan Stanković urodził się jako syn Borislawa i Dragicy. Ożenił się z Aną Ačimovič, która jest siostrą Milenko Ačimovičia. Ma z nią trójkę dzieci (synowie Stefan, Filip i Aleksandar). Jest przyjacielem argentyńskiego koszykarza Hugo Sconchiniego.

## Statystyki kariery

### Klubowe
| Klub              | Sezon             | Liga  | Liga | Liga   | Puchar | Puchar | Puchar | Europa | Europa | Europa | Łącznie | Łącznie | Łącznie |
| Klub              | Sezon             | Mecze | Gole | Asysty | Mecze  | Gole   | Asysty | Mecze  | Gole   | Asysty | Mecze   | Gole    | Asysty  |
| ----------------- | ----------------- | ----- | ---- | ------ | ------ | ------ | ------ | ------ | ------ | ------ | ------- | ------- | ------- |
| Crvena Zvezda     | 1994/95           | 7     | 1    | –      | –      | –      | –      | 0      | 0      | –      | 7       | 1       |         |
| Crvena Zvezda     | 1995/96           | 24    | 4    | –      | –      | –      | –      | 2      | 0      | –      | 26      | 4       |         |
| Crvena Zvezda     | 1996/97           | 26    | 10   | –      | –      | –      | –      | 5      | 2      | –      | 31      | 12      |         |
| Crvena Zvezda     | 1997/98           | 28    | 15   | –      | –      | –      | –      | 4      | 3      | –      | 32      | 18      |         |
| Crvena Zvezda     | Łącznie           | 85    | 30   | –      | –      | –      | –      | 11     | 5      | –      | 96      | 35      | –       |
| S.S. Lazio        | 1998/99           | 29    | 4    | –      | 5      | 1      | -      | 7      | 4      | -      | 41      | 9       |         |
| S.S. Lazio        | 1999/00           | 16    | 3    | –      | 4      | 0      | –      | 11     | 2      | –      | 31      | 5       |         |
| S.S. Lazio        | 2000/01           | 21    | 0    | –      | 2      | 1      | –      | 9      | 0      | –      | 32      | 1       |         |
| S.S. Lazio        | 2001/02           | 27    | 7    | –      | 4      | 0      | –      | 5      | 1      | –      | 36      | 8       |         |
| S.S. Lazio        | 2002/03           | 29    | 6    | –      | 2      | 0      | -      | 7      | 0      | 1      | 38      | 6       | 1       |
| S.S. Lazio        | 2003/04           | 15    | 2    | –      | 4      | 2      | -      | 8      | 0      | 1      | 27      | 4       | 1       |
| S.S. Lazio        | Łącznie           | 137   | 22   | –      | 21     | 4      | -      | 47     | 7      | 2      | 205     | 33      | 2       |
| Inter Mediolan    | 2003/04           | 14    | 4    | –      | 2      | 0      | –      | 0      | 0      | -      | 16      | 4       | -       |
| Inter Mediolan    | 2004/05           | 31    | 3    | –      | 6      | 0      | –      | 10     | 3      | 4      | 47      | 6       | 4       |
| Inter Mediolan    | 2005/06           | 23    | 2    | –      | 7      | 2      | –      | 8      | 2      | 2      | 38      | 6       | 2       |
| Inter Mediolan    | 2006/07           | 34    | 6    | 9      | 4      | 0      | –      | 7      | 0      | 1      | 45      | 6       | 10      |
| Inter Mediolan    | 2007/08           | 21    | 1    | 3      | 3      | 0      | 1      | 6      | 0      | –      | 30      | 1       | 4       |
| Inter Mediolan    | 2008/09           | 31    | 5    | 6      | 2      | 0      | –      | 5      | 0      | –      | 38      | 5       | 6       |
| Inter Mediolan    | 2009/10           | 29    | 3    | 4      | 2      | 0      | –      | 12     | 2      | –      | 43      | 5       | 4       |
| Inter Mediolan    | 2010/11           | 26    | 5    | 5      | 3      | 1      | –      | 7      | 2      | –      | 36      | 8       | 5       |
| Inter Mediolan    | 2011/12           | 19    | 0    | 2      | 1      | 0      | –      | 5      | 0      | –      | 25      | 0       | 2       |
| Inter Mediolan    | 2012/13           | 3     | 0    | –      | 0      | 0      | –      | 0      | 0      | –      | 3       | 0       | -       |
| Inter Mediolan    | Łącznie           | 231   | 29   | 27     | 30     | 3      | 1      | 60     | 9      | 7      | 321     | 41      | 35      |
| Łącznie w Serie A | Łącznie w Serie A | 370   | 51   | 27     | 51     | 7      | 1      | 107    | 16     | 9      | 526     | 74      | 37      |
| Kariera łącznie   | Kariera łącznie   | 455   | 81   | 27     | 51     | 7      | 1      | 118    | 21     | 9      | 622     | 109     | 37      |

### Reprezentacyjne
| Lp. | Data                 | Miejsce                                                 | Reprezentacja       | Rywal                    | Wynik | Gol | Rozgrywki             |
| --- | -------------------- | ------------------------------------------------------- | ------------------- | ------------------------ | ----- | --- | --------------------- |
| 1   | 22 kwietnia 1998     | Stadion Crvena zvezda, Belgrad                          | Jugosławia          | Korea Południowa         | 3:1   | 2   | mecz towarzyski       |
| 2   | 29 maja 1998         | Stadion Crvena zvezda, Belgrad                          | Jugosławia          | Nigeria                  | 3:0   |     | mecz towarzyski       |
| 3   | 3 czerwca 1998       | Stade Olympique de la Pontaise, Lozanna                 | Jugosławia          | Japonia                  | 1:0   |     | mecz towarzyski       |
| 4   | 6 czerwca 1998       | St.Jakob-Park, Bazylea                                  | Jugosławia          | Szwajcaria               | 1:1   |     | mecz towarzyski       |
| 5   | 14 czerwca 1998      | Stade Geoffroy-Guichard, Saint-Étienne                  | Jugosławia          | Iran                     | 1:0   |     | MŚ 1998               |
| 6   | 21 czerwca 1998      | Stade Félix-Bollaert, Lens                              | Jugosławia          | Niemcy                   | 2:2   | 1   | MŚ 1998               |
| 7   | 25 czerwca 1998      | Stade de la Beaujoire, Nantes                           | Jugosławia          | Stany Zjednoczone        | 0:1   |     | MŚ 1998               |
| 8   | 2 września 1998      | Stadion Čair, Nisz                                      | Jugosławia          | Szwajcaria               | 1:1   | 1   | mecz towarzyski       |
| 9   | 18 października 1998 | Stadion Crvena zvezda, Belgrad                          | Jugosławia          | Irlandia                 | 1:0   |     | eliminacje do ME 2000 |
| 10  | 23 grudnia 1998      | Stadion Ramat Gan, Tel Awiw                             | Jugosławia          | Izrael                   | 0:2   |     | mecz towarzyski       |
| 11  | 10 lutego 1999       | Ta'Qali Stadium, Attard                                 | Jugosławia          | Malta                    | 3:0   |     | eliminacje do ME 2000 |
| 12  | 8 czerwca 1999       | Stadion Toumba, Saloniki                                | Jugosławia          | Malta                    | 4:1   |     | eliminacje do ME 2000 |
| 13  | 18 sierpnia 1999     | Stadion Crvena zvezda, Belgrad                          | Jugosławia          | Chorwacja                | 0:0   |     | eliminacje do ME 2000 |
| 14  | 1 września 1999      | Lansdowne Road, Dublin                                  | Jugosławia          | Irlandia                 | 1:2   | 1   | eliminacje do ME 2000 |
| 15  | 5 września 1999      | Stadion Partizana, Belgrad                              | Jugosławia          | Macedonia Północna       | 3:1   |     | eliminacje do ME 2000 |
| 16  | 8 września 1999      | Arena Narodowa „Filip II Macedoński”, Skopje            | Jugosławia          | Macedonia Północna       | 4:2   | 1   | eliminacje do ME 2000 |
| 17  | 9 października 1999  | Maksimir, Zagrzeb                                       | Jugosławia          | Chorwacja                | 2:2   | 1   | eliminacje do ME 2000 |
| 18  | 25 maja 2000         | Stadion Robotniczy, Pekin                               | Jugosławia          | Chiny                    | 2:0   |     | mecz towarzyski       |
| 19  | 28 maja 2000         | Seul World Cup Stadium, Seul                            | Jugosławia          | Korea Południowa         | 0:0   |     | mecz towarzyski       |
| 20  | 30 maja 2000         | Seul World Cup Stadium, Seul                            | Jugosławia          | Korea Południowa         | 0:0   |     | mecz towarzyski       |
| 21  | 13 czerwca 2000      | Stade du Pays de Charleroi, Charleroi                   | Jugosławia          | Słowenia                 | 3:3   |     | ME 2000               |
| 22  | 25 czerwca 2000      | De Kuip, Rotterdam                                      | Jugosławia          | Holandia                 | 1:6   |     | ME 2000               |
| 23  | 16 sierpnia 2000     | Mourneview Park, Belfast                                | Jugosławia          | Irlandia Północna        | 2:1   |     | mecz towarzyski       |
| 24  | 3 września 2000      | Stade Josy Barthel, Luksemburg                          | Jugosławia          | Luksemburg               | 2:0   |     | mecz towarzyski       |
| 25  | 15 listopada 2000    | Stadion Ghencea, Bukareszt                              | Jugosławia          | Rumunia                  | 1:2   |     | mecz towarzyski       |
| 26  | 24 marca 2001        | Stadion Partizana, Belgrad                              | Jugosławia          | Szwajcaria               | 1:1   |     | eliminacje do MŚ 2002 |
| 27  | 25 kwietnia 2001     | Stadion Crvena zvezda, Belgrad                          | Jugosławia          | Rosja                    | 0:1   |     | eliminacje do MŚ 2002 |
| 28  | 6 czerwca 2001       | Svangaskarð, Toftir                                     | Jugosławia          | Wyspy Owcze              | 6:0   | 2   | eliminacje do MŚ 2002 |
| 29  | 1 września 2001      | St. Jakob-Park, Bazylea                                 | Jugosławia          | Szwajcaria               | 2:1   |     | eliminacje do MŚ 2002 |
| 30  | 5 września 2001      | Stadion Crvena zvezda, Belgrad                          | Jugosławia          | Słowenia                 | 1:1   |     | eliminacje do MŚ 2002 |
| 31  | 6 października 2001  | Stadion Partizana, Belgrad                              | Jugosławia          | Luksemburg               | 6:2   |     | eliminacje do MŚ 2002 |
| 32  | 13 lutego 2002       | Chase Field, Phoenix                                    | Jugosławia          | Meksyk                   | 2:1   |     | mecz towarzyski       |
| 33  | 8 maja 2002          | MetLife Stadium, East Rutherford                        | Jugosławia          | Ekwador                  | 0:1   |     | mecz towarzyski       |
| 34  | 19 maja 2002         | Stadion Dynama, Moskwa                                  | Jugosławia          | Rosja                    | 6:5   |     | mecz towarzyski       |
| 35  | 21 sierpnia 2002     | Stadion Koševo, Sarajewo                                | Jugosławia          | Bośnia i Hercegowina     | 2:0   |     | mecz towarzyski       |
| 36  | 6 września 2002      | Generali Arena, Praga                                   | Jugosławia          | Czechy                   | 0:5   |     | mecz towarzyski       |
| 37  | 12 października 2002 | Stadio San Paolo, Neapol                                | Jugosławia          | Włochy                   | 1:1   |     | eliminacje do ME 2004 |
| 38  | 16 października 2002 | Stadion Crvena zvezda, Belgrad                          | Jugosławia          | Finlandia                | 2:0   |     | eliminacje do ME 2004 |
| 39  | 20 listopada 2002    | Parc des Princes, Saint-Denis                           | Jugosławia          | Francja                  | 0:3   |     | mecz towarzyski       |
| 40  | 12 lutego 2003       | Stadion Pod Goricom, Podgorica                          | Jugosławia          | Azerbejdżan              | 2:2   |     | eliminacje do ME 2004 |
| 41  | 27 marca 2003        | Stadion Mladost, Kruševac                               | Serbia i Czarnogóra | Bułgaria                 | 1:2   |     | mecz towarzyski       |
| 42  | 20 sierpnia 2003     | Stadion Crvena zvezda, Belgrad                          | Serbia i Czarnogóra | Walia                    | 1:0   |     | eliminacje do ME 2004 |
| 43  | 16 listopada 2003    | Stadion im. Kazimierza Górskiego, Płock                 | Serbia i Czarnogóra | Polska                   | 4:3   | 1   | mecz towarzyski       |
| 44  | 31 marca 2004        | Stadion Crvena zvezda, Belgrad                          | Serbia i Czarnogóra | Norwegia                 | 0:1   |     | mecz towarzyski       |
| 45  | 18 sierpnia 2004     | Stadion Bežigrad, Lublana                               | Serbia i Czarnogóra | Słowenia                 | 1:1   |     | mecz towarzyski       |
| 46  | 4 września 2004      | Stadion Olimpijski w San Marino, Serravalle             | Serbia i Czarnogóra | San Marino               | 3:0   |     | eliminacje do MŚ 2006 |
| 47  | 9 października 2004  | Bilino Polje, Zenica                                    | Serbia i Czarnogóra | Bośnia i Hercegowina     | 0:0   |     | eliminacje do MŚ 2006 |
| 48  | 13 października 2004 | Stadion Crvena zvezda, Belgrad                          | Serbia i Czarnogóra | San Marino               | 5:0   | 2   | eliminacje do MŚ 2006 |
| 49  | 17 listopada 2004    | Stadion Króla Baudouina I, Bruksela                     | Serbia i Czarnogóra | Belgia                   | 2:0   |     | eliminacje do MŚ 2006 |
| 50  | 9 lutego 2005        | Stadion Narodowy im. Wasyla Lewskiego, Sofia            | Serbia i Czarnogóra | Bułgaria                 | 0:0   |     | mecz towarzyski       |
| 51  | 30 marca 2005        | Stadion Crvena zvezda, Belgrad                          | Serbia i Czarnogóra | Hiszpania                | 0:0   |     | eliminacje do MŚ 2006 |
| 52  | 4 czerwca 2005       | Stadion Crvena zvezda, Belgrad                          | Serbia i Czarnogóra | Belgia                   | 0:0   |     | eliminacje do MŚ 2006 |
| 53  | 15 sierpnia 2005     | Stadion Olimpijski, Kijów                               | Serbia i Czarnogóra | Polska                   | 3:2   |     | mecz towarzyski       |
| 54  | 3 września 2005      | Stadion Crvena zvezda, Belgrad                          | Serbia i Czarnogóra | Litwa                    | 2:0   |     | eliminacje do MŚ 2006 |
| 55  | 7 września 2005      | Estadio Vicente Calderón, Madryt                        | Serbia i Czarnogóra | Hiszpania                | 1:1   |     | eliminacje do MŚ 2006 |
| 56  | 8 października 2005  | Stadion LFF, Wilno                                      | Serbia i Czarnogóra | Litwa                    | 2:0   |     | eliminacje do MŚ 2006 |
| 57  | 1 marca 2006         | Stadion Olimpijski, Radis                               | Serbia i Czarnogóra | Tunezja                  | 1:0   |     | mecz towarzyski       |
| 58  | 15 sierpnia 2006     | Stadion Crvena zvezda, Belgrad                          | Serbia i Czarnogóra | Urugwaj                  | 1:1   | 1   | mecz towarzyski       |
| 59  | 11 czerwca 2006      | Red Bull Arena, Lipsk                                   | Serbia i Czarnogóra | Holandia                 | 0:1   |     | MŚ 2006               |
| 60  | 16 czerwca 2006      | Veltins-Arena, Gelsenkirchen                            | Serbia i Czarnogóra | Argentyna                | 0:6   |     | MŚ 2006               |
| 61  | 21 czerwca 2006      | Allianz Arena, Monachium                                | Serbia i Czarnogóra | Wybrzeże Kości Słoniowej | 3:2   |     | MŚ 2006               |
| 62  | 16 sierpnia 2006     | Stadion Miejski im. Miroslava Valenty, Uherské Hradiště | Serbia              | Czechy                   | 3:1   |     | mecz towarzyski       |
| 63  | 2 września 2006      | Stadion Crvena zvezda, Belgrad                          | Serbia              | Azerbejdżan              | 1:0   |     | eliminacje do ME 2008 |
| 64  | 6 września 2006      | Stadion Wojska Polskiego, Warszawa                      | Serbia              | Polska                   | 1:1   |     | eliminacje do ME 2008 |
| 65  | 7 października 2006  | Stadion Crvena zvezda, Belgrad                          | Serbia              | Belgia                   | 1:0   |     | eliminacje do ME 2008 |
| 66  | 11 października 2006 | Stadion Crvena zvezda, Belgrad                          | Serbia              | Armenia                  | 3:0   | 1   | eliminacje do ME 2008 |
| 67  | 15 listopada 2006    | Stadion Crvena zvezda, Belgrad                          | Serbia              | Norwegia                 | 1:1   |     | mecz towarzyski       |
| 68  | 28 marca 2007        | Stadion Crvena zvezda, Belgrad                          | Serbia              | Portugalia               | 1:1   |     | eliminacje do ME 2008 |
| 69  | 2 czerwca 2007       | Stadion Olimpijski, Helsinki                            | Serbia              | Finlandia                | 2:0   |     | eliminacje do ME 2008 |
| 70  | 8 września 2007      | Stadion Crvena zvezda, Belgrad                          | Serbia              | Finlandia                | 0:0   |     | eliminacje do ME 2008 |
| 71  | 12 września 2007     | Estádio José Alvalade, Lizbona                          | Serbia              | Portugalia               | 1:1   |     | eliminacje do ME 2008 |
| 72  | 13 października 2007 | Stadion Hrazdan, Erywań                                 | Serbia              | Armenia                  | 0:0   |     | eliminacje do ME 2008 |
| 73  | 26 marca 2008        | Stadion Olimpijski, Kijów                               | Serbia              | Ukraina                  | 0:2   |     | mecz towarzyski       |
| 74  | 6 września 2008      | Stadion Crvena zvezda, Belgrad                          | Serbia              | Wyspy Owcze              | 2:0   |     | eliminacje do MŚ 2010 |
| 75  | 10 września 2008     | Stade de France, Saint-Denis                            | Serbia              | Francja                  | 1:2   |     | eliminacje do MŚ 2010 |
| 76  | 11 października 2008 | Stadion Crvena zvezda, Belgrad                          | Serbia              | Litwa                    | 3:0   |     | eliminacje do MŚ 2010 |
| 77  | 15 października 2008 | Ernst-Happel-Stadion, Wiedeń                            | Serbia              | Austria                  | 3:1   |     | eliminacje do MŚ 2010 |
| 78  | 19 listopada 2008    | Stadion Partizana, Belgrad                              | Serbia              | Bułgaria                 | 6:1   |     | mecz towarzyski       |
| 79  | 10 lutego 2009       | Stadion im. Andonisa Papadopulosa, Larnaka              | Serbia              | Cypr                     | 2:0   |     | mecz towarzyski       |
| 80  | 11 lutego 2009       | Stadion GSP, Nikozja                                    | Serbia              | Ukraina                  | 0:1   |     | mecz towarzyski       |
| 81  | 28 marca 2009        | Stadion Farul, Konstanca                                | Serbia              | Rumunia                  | 3:2   |     | eliminacje do MŚ 2010 |
| 82  | 1 kwietnia 2009      | Stadion Partizana, Belgrad                              | Serbia              | Szwecja                  | 2:0   |     | mecz towarzyski       |
| 83  | 6 czerwca 2009       | Stadion Crvena zvezda, Belgrad                          | Serbia              | Austria                  | 1:0   |     | eliminacje do MŚ 2010 |
| 84  | 9 czerwca 2009       | Stadion Crvena zvezda, Belgrad                          | Serbia              | Francja                  | 1:1   |     | eliminacje do MŚ 2010 |
| 85  | 10 października 2009 | Stadion Crvena zvezda, Belgrad                          | Serbia              | Rumunia                  | 5:0   |     | eliminacje do MŚ 2010 |
| 86  | 3 marca 2010         | Stadion 5 Lipca 1962, Algier                            | Serbia              | Algieria                 | 3:0   |     | mecz towarzyski       |
| 87  | 2 czerwca 2010       | Kufstein Arena, Kufstein                                | Serbia              | Polska                   | 0:0   |     | mecz towarzyski       |
| 88  | 5 czerwca 2010       | Stadion Partizana, Belgrad                              | Serbia              | Kambodża                 | 4:3   | 1   | mecz towarzyski       |
| 89  | 13 lipca 2010        | Loftus Versfeld Stadium, Pretoria                       | Serbia              | Ghana                    | 0:1   |     | MŚ 2010               |
| 90  | 18 lipca 2010        | Nelson Mandela Bay Stadium, Port Elizabeth              | Serbia              | Niemcy                   | 1:0   |     | MŚ 2010               |
| 91  | 23 lipca 2010        | Mbombela Stadium, Nelspruit                             | Serbia              | Australia                | 1:2   |     | MŚ 2010               |
| 92  | 3 września 2010      | Tórsvøllur, Torshavn                                    | Serbia              | Wyspy Owcze              | 3:0   | 1   | eliminacje do ME 2012 |
| 93  | 7 września 2010      | Stadion Crvena zvezda, Belgrad                          | Serbia              | Słowenia                 | 0:3   |     | eliminacje do ME 2012 |
| 94  | 8 października 2010  | Stadion Partizana, Belgrad                              | Serbia              | Estonia                  | 1:3   |     | eliminacje do ME 2012 |
| 95  | 12 października 2010 | Stadio Luigi Ferraris, Genua                            | Serbia              | Włochy                   | 0:3   |     | eliminacje do ME 2012 |
| 96  | 25 marca 2011        | Stadion Crvena zvezda, Belgrad                          | Serbia              | Irlandia Północna        | 2:1   |     | eliminacje do ME 2012 |
| 97  | 3 czerwca 2011       | Seul World Cup Stadium, Seul                            | Serbia              | Korea Południowa         | 1:2   |     | mecz towarzyski       |
| 98  | 7 czerwca 2011       | Etihad Stadium, Manchester                              | Serbia              | Australia                | 0:0   |     | mecz towarzyski       |
| 99  | 2 września 2011      | Mourneview Park, Lurgan                                 | Serbia              | Irlandia Północna        | 1:0   |     | eliminacje do ME 2012 |
| 100 | 6 września 2011      | Stadion Partizana, Belgrad                              | Serbia              | Wyspy Owcze              | 3:1   |     | eliminacje do ME 2012 |
| 101 | 9 października 2011  | Stadion Crvena zvezda, Belgrad                          | Serbia              | Włochy                   | 1:1   |     | eliminacje do ME 2012 |
| 102 | 16 października 2011 | Ljudski vrt, Maribor                                    | Serbia              | Słowenia                 | 0:1   |     | eliminacje do ME 2012 |